# Aéroport international de Debrecen
Pour les articles homonymes, voir DEB.
L’aéroport international de Debrecen (code IATA : DEB • code OACI : LHDC) dessert Debrecen, ville à 230 kilomètres à l'est de Budapest. Il fait partie des cinq aéroports de Hongrie, et est après l'aéroport de Budapest-Ferenc Liszt le deuxième plus grand aéroport de Hongrie. Il se trouve à 5 kilomètres au sud centre-ville. Ouvert en 1930, il accueille 284 965 voyageurs en 2016.

## Situation
| \| 50 km1:5 636 000 \| Fertőszentmiklós Győr-Pér Siófok-Kiliti Szeged Hévíz-Balaton Budapest-Ferenc Liszt Debrecen Pécs-Pogány Kecskemét |
| 50 km1:5 636 000 |

## Compagnies et destinations
| Compagnies | Destinations                                                                                                   |
| ---------- | --- |
| Lufthansa  | Munich-F. J. Strauß                                                                                            |
| Smartwings | En saison charter: La Canée I.-Daskaloyánnis                                                                   |
| Wizz Air   | Eindhoven, Larnaca, Londres-Luton, Tel Aviv - Ben Gourion En saison : Antalya, Bourgas, Corfou-I. Kapodístrias |

Édité le 04/10/2019  Actualisé le 12/04/2023

## Statistiques
Pour des raisons techniques, il est temporairement impossible d'afficher le graphique qui aurait dû être présenté ici.

Voir la requête brute et les sources sur Wikidata.